# Тчица
Тчи́ца (пол. Tczyca) — село в Польше в сельской гмине Харшница Мехувского повета Малопольского воеводства.
Село располагается в 4 км от административного центра гмины села Мехув-Харшница, в 13 км от административного центра повета города Мехув и в 41 км от административного центра воеводства города Краков.
До 1954 года село было административным центром одноимённой сельской гмины. В 1975—1998 годах село входило в состав Келецкого воеводства.

## Достопримечательности
- Церковь святого Эгидия.